# Culloden (Film)
Culloden ist ein in Schwarzweiß gedrehter britischer Fernsehfilm von Peter Watkins aus dem Jahre 1964 über die Schlacht bei Culloden (1746).

## Handlung
Culloden ist eine detaillierte Studie der Schlacht von Culloden und der nach dem Sieg gegen die Jakobiten folgenden brutalen Übergriffe der englischen Regierungstruppen gegen die einheimische schottische Bevölkerung.

## Hintergrund
Culloden war der erste Langfilm von Regisseur Peter Watkins und entstand im Auftrag des britischen Senders BBC. Grundlage war das gleichnamige Buch des Historikers John Prebble. Wie in seinen späteren Filmen setzte Watkins Stilmittel wie Interviews, Voice-over-Kommentar und mit Handkameras gefilmte Aufnahmen ein, um dem Spielfilm einen dokumentarischen Anstrich zu geben. Außerdem besetzte er die Rollen ausschließlich mit Laiendarstellern. Watkins’ Absicht war, visuell eine Reminiszenz an die damals im Fernsehen zu sehenden Aufnahmen des Vietnamkrieges zu schaffen.
Culloden wurde erstmals am 15. Dezember 1964 im britischen und am 4. April 1969 im deutschen Fernsehen ausgestrahlt.

## Kritiken
„Eindrucksvolle Darstellung einer Schlacht zwischen Engländern und Schotten, in der Peter Watkins Elemente seiner zwei Jahre später entstandenen Produktion The War Game vorwegnimmt: Das Geschehen wird als fiktive Reportage gestaltet und von einem Kommentator und Aussagen der Beteiligten begleitet. Eine erschütternde Anklage gegen den Krieg.“

## DVD-Veröffentlichung
Culloden erschien 2003 in Großbritannien und Frankreich und 2006 in den USA auf DVD. 